# Hartmut Handt

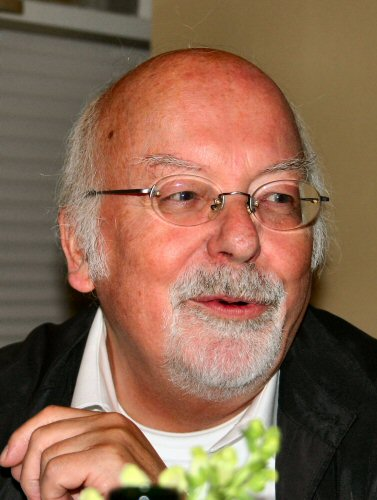
Hartmut Handt 2008

Hartmut Handt (* 12. März 1940 in Wuppertal) ist ein deutscher Schriftsteller und Liedtexter.

## Leben
Hartmut Handt studierte Theologie und diverse Geisteswissenschaften in Reutlingen, Tübingen, Heidelberg und Göttingen. Er war Gemeindepastor der Evangelisch-methodistischen Kirche (EmK) in Milwaukee (USA) und Westdeutschland. 1979 wurde er Bundeswart im Christlichen Sängerbund (CS), 1998 Leiter von radio m, der Privatfunkagentur der EmK. Man ernannte ihn zum Beauftragten für Kirchenmusik und Gesangbuch der EmK. Er ist Autor von Gedichten, Geschichten und gottesdienstlichen Gebrauchstexten, Übersetzer und Herausgeber von Büchern und Chormusik. Nach seiner Pensionierung 2005 zog er nach Köln, wo er heute lebt. Er ist Mitglied der Textautoren- und Komponistengruppe TAKT und der Global Praise Working Group sowie der Charles Wesley Society und der Internationalen Arbeitsgemeinschaft für Hymnologie (IAH).

## Werke

### Bücher
- Anschlüsse. Verlag Singende Gemeinde, 1988
- Der Rabe Kolk und sein kleiner Freund Fips. Edition Anker, 1989, ISBN 3-7675-2568-2
- Advent. Vandenhoeck & Ruprecht, 1992
- Lass mich fallen in dein Wort. Edition Anker, 1995, ISBN 3-7675-7957-X
- Lebensfarben. Edition Anker, 1995
- Vom Wort bewegt. Verlag Singende Gemeinde, 2000, ISBN 978-3-87753-030-6
- Gesangbuch der Evangelisch-methodistischen Kirche. (Redaktion) 2002
- Voller Hoffnung. Strube-Verlag, 2003, ISBN 3-89912-388-3
- Voller Freude. Strube-Verlag, 2004, ISBN 3-89912-071-X
- Gute Worte für glückliche Tage: 30 aufmunternde Andachten. Oncken-Verlag, 2006, ISBN 3-87939-355-9
- Singen um gehört zu werden (Mit-Hrsg.). Strube-Verlag, 2007
- … im Lied geboren. Beiträge zur Hymnologie im deutschsprachigen Methodismus (Hrsg.). Frankfurt am Main, 2010, ISBN 978-3-940463-01-2

### Liedtexte
- Glauben heißt: Christus mit Worten zu nennen (1976; Musik: Paul Ernst Ruppel) DEKT Lieder 1983, GEmK 306
- Gott sandte den Sohn (1984; Musik: Johannes Petzold, 1985) Verlag Singende Gemeinde, GEmK 389, Gesangbuch der Evangelischen Brüdergemeine 228
- Ein Lied hat die Freude sich ausgedacht (1985; Musik: Nis-Edwin List-Petersen, 1986) EG 580 Hannover/Bremen, GEmK 598, MG 238
- Erwecke und belebe uns (1986; Musik: Lothar Graap, 1990) Strube-Verlag, GEmK 247
- Erd und Himmel sollen singen (1988; Musik: Paul Ernst Ruppel, 1988) Carus-Verlag, GEmK 65
- Befreie uns, Geist, zum Leben (1990; Musik: Joachim Schwarz, 1990) Strube-Verlag
- Komm, Geist von Gott (1990; Musik: Joachim Schwarz, 1990) Strube-Verlag
- Vielleicht, dass dein Kreuz allzu oft beschrieben mit Worten, Passionslied 2010; Musik: Christoph Georgii (2010); unter anderem im Gesangbuch Wo wir dich loben, wachsen neue Liede - plus. Strube-Verlag 2018[1]
- Heilig, heilig, heilig, Herr Gott Zebaoth (Musik: Lars Åberg), MG 123
- Jeder braucht Brot, das ihn sättigt (Musik: David Plüss), MG 173
- In Christus ist nicht Ost noch West (Musik: John Oxenham), MG 326